# Zubrohlava
Zubrohlava (szlovákul Zubrohlava) község Szlovákiában, a Zsolnai kerület Námesztói járásában.

## Fekvése
Námesztótól 5 km-re északkeletre fekszik.

## Története
A falu a 16. század második felében keletkezett a vlach jog alapján. 1588-ban „Zubrohlawa” néven említik először. Az árvai várhoz tartozott, lakói földművesek és vászonszövők voltak, de festőműhelye, kallómalma, fűrésztelepe és téglaégetője is volt. 1715-ben 525-en lakták. 1778-ban 542 volt a lakosai száma.
A 18. század végén Vályi András így ír róla: „ZUBROHLAVA. Tót falu Árva Várm. földes Ura a’ Kir. Kamara, lakosai katolikusok, a’ kiknek Templomjok szép toronnyal ékesíttetik, fekszik Szlanicza vize mellett, ugyan Szlanicza nevű helység felett, Námesztóhoz 1/2 mértföldnyire; lakosai többnyire gyoltsal kereskednek, határja rozsot tsekélyen, zabot, és árpát pedig meglehetősen terem.”
1828-ban 173 házában 1007 lakosa élt.
Fényes Elek 1851-ben kiadott geográfiai szótárában így ír a faluról: „Zubrohlava, tót f. Árva v. 992 kath., 2 evang., 13 zsidó lak. Kat. paroch. templom. Nagy fejéritő intézet, több épületekkel. Vendégfogadó. Fa lerakóhely. Gyolcscsal igen nevezetes kereskedést üznek Erdélyországba; a honnan a földmüvelést csak nem csupán az asszonyok folytatják. Sessioja: 73 3/8. F. u. az árvai uradalom. Ut. p. Rosenberg.”
A trianoni diktátumig Árva vármegye Námesztói járásához tartozott.
A 20. században lakói mezőgazdasággal, vászonszövéssel, fafeldolgozással, kosárfonással foglalkoztak. 1958-ban nagy árvíz pusztított a településen.

## Népessége
| Év:            | 1994. | 2004.    | 2014.    | 2024.    |
| -------------- | ----- | -------- | -------- | -------- |
| Emberek száma: | 1746  | 2044     | 2263     | 2555     |
| Eltérés:       |       | +17,06 % | +10,71 % | +12,90 % |

| Év:            | 2023. | 2024.   |
| -------------- | ----- | ------- |
| Emberek száma: | 2493  | 2555    |
| Eltérés:       |       | +2,48 % |

1910-ben 763, túlnyomórészt szlovák lakosa volt.
2011-ben 2177 lakosából 2139 szlovák.

## Híres személyek
- Itt született 1790. június 28-án Kunszt József kalocsai érsek.

## Nevezetességei
- Szent Péter és Pál tiszteletére szentelt római katolikus temploma 1761-ben épült, a 20. század elején megújították.
- Szövőműhelyek a 18. század második feléből és a 19. század elejéről.

## Külső hivatkozások
- E-obce.sk Archiválva 2008. szeptember 16-i dátummal a Wayback Machine-ben
- Községinfó
- Zubrohlava Szlovákia térképén
- A község az Árvai régió információs portálján